# Жълтолика вилсония
Жълтолика вилсония (Setophaga citrina) е вид птица от семейство Parulidae. Видът е незастрашен от изчезване.

## Разпространение
Разпространен е в Аруба, Бахамски острови, Белиз, Бермудски острови, Канада, Кайманови острови, Колумбия, Коста Рика, Куба, Доминиканска република, Салвадор, Гваделупа, Гватемала, Хаити, Хондурас, Мексико, Никарагуа, Панама, Пуерто Рико, Тринидад и Тобаго, Търкс и Кайкос, САЩ, Венецуела, Британски Вирджински острови и Вирджински острови.